# Dietmar Feichtinger
Dietmar Feichtinger (* 18. November 1961 in Bruck an der Mur) ist ein in Paris arbeitender, österreichischer Architekt.

## Biographie
Nach seinem Abschluss im Jahr 1988 an der Technischen Universität Graz mit Auszeichnung zog er nach Paris, wo er 1994 das Büro Dietmar Feichtinger Architectes gründete. Die Firma beschäftigt heute 35 Mitarbeiter. Die realisierten Projekte umfassen ein Spektrum an Bauaufgaben von Schulen über Schwimmbäder bis zu Büro- und Wohngebäuden.
Neben sechs Nominierungen zum Mies-van-der-Rohe Preis, dem europäischen Preis für zeitgenössische Architektur, wurde die Qualität der Bauten von Dietmar Feichtinger Architectes mit Preisen und Anerkennungen gewürdigt. Im Jahr 2014 wurde Dietmar Feichtinger ständiges Mitglied der Akademie der Künste in Berlin gewählt.
Im Jahr 1998 gewann er den Wettbewerb der Passerelle Simone-de-Beauvoir über die Seine. Die Brücke mit einer Gesamtlänge von 304 Metern und einer freien Spannweite von 190 m ist die erste der 37 Pariser Brücken, die den Namen einer weiblichen Persönlichkeit trägt. Sie wurde am 13. Juli 2006 von Bürgermeister Bertrand Delanoë eröffnet und verbindet die französische Nationalbibliothek, Site Mitterrand (Paris 13tes Arrondissement) mit dem Parc de Bercy (Paris 12tes Arrondissement).
Im Jahr 2002 gewann Dietmar Feichtinger den Wettbewerb für das neue Zugangsbauwerk zum Mont Saint-Michel. Der Berg und seine Bucht gehören seit 1979 zum Weltkulturerbe der UNESCO. Der „Steg“, wie Dietmar Feichtinger die Brücke mit einer Gesamtlänge von 1841 m nennt, ist seit Juli 2014 für Fußgänger und seit November 2014 für den Shuttleverkehr geöffnet.
Feichtinger ist Architekt von 13 in Europa gebauten Brücken, darunter elegante und schlanke Passerellen wie die Dreiländerbrücke über den  Rhein (eine der weltweit längsten Bogenbrücken, 238 m) und der Passerelle de la Paix (2014) in Lyon, die das Viertel Caluire-et-Cuire mit der Cité Internationale de Lyon verbindet.
Derzeit arbeitet Feichtinger am Forschungszentrum für Neurowissenschaften auf dem Campus CEA Saclay im Rahmen der Operation Paris-Saclay, einem der wichtigsten Projekte des Grand Paris, ein Projekt zur Reform der Struktur des Ballungsraums Paris. Eine seiner weiteren aktuellen Arbeiten ist der Weg am Fuß der Zitadelle von Bastia Aldilonda an der Küste von Bastia, Korsika.

## Auszeichnungen

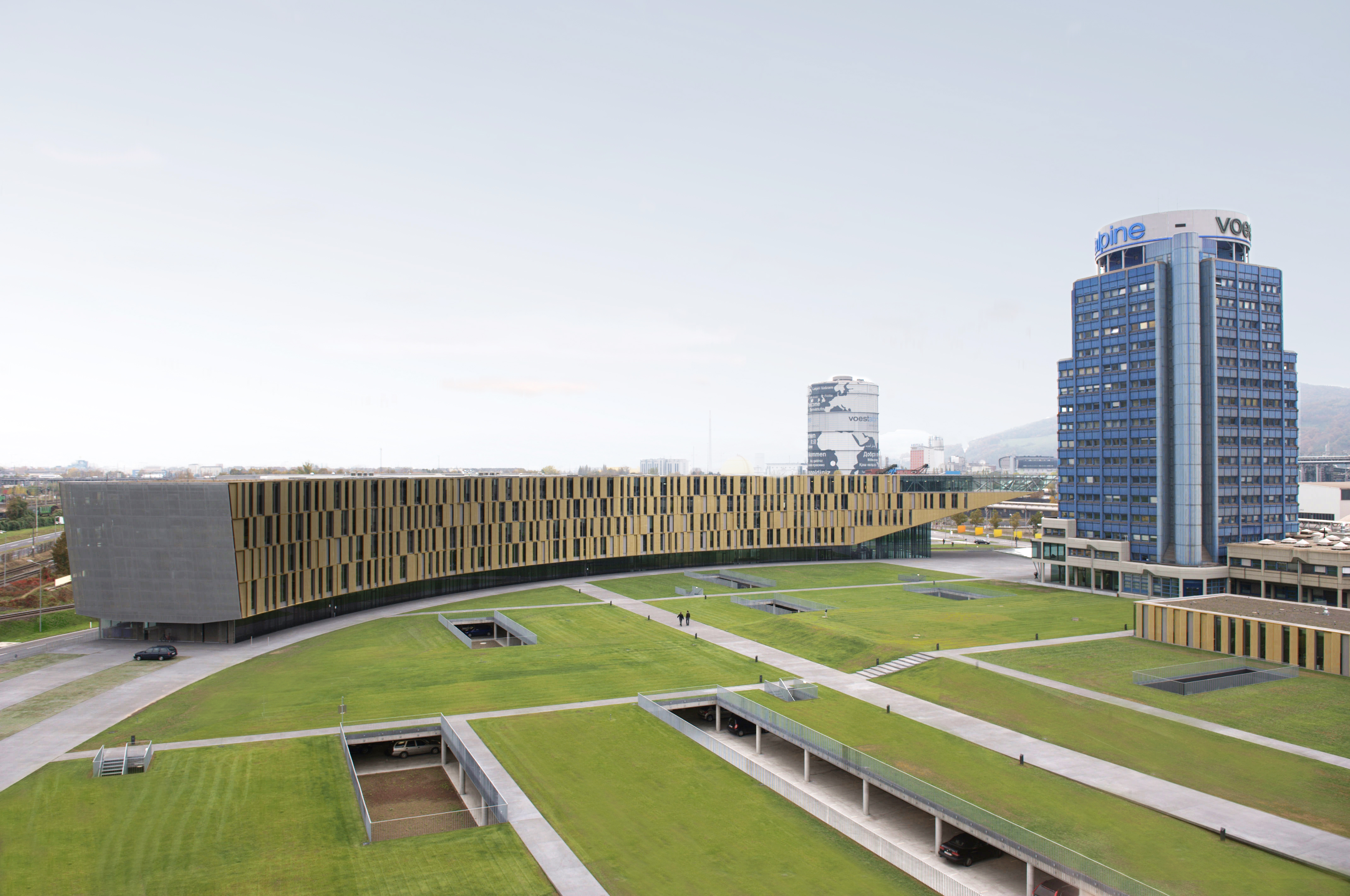
Verkaufs- und Finanzzentrale Voestalpine

- 2024 Ehrenzeichen des Landes Steiermark für Wissenschaft, Forschung und Kunst I. Klasse[1]
- 2020 EUMiesAward – Fundació Mies van der Rohe, Nominiert, Schulzentrum Gloggnitz
- 2019 Prix de la conception lumière extérieure et paysager 2019, Eiffelturm mit Agence ON Eclairagiste
- 2017 Ingenieurbaupreis des Deutschen Stahlbaus Passerelle des Friedens, Lyon
- 2015 Holzbaupreis der Region Basse-Normandie mit La Jetée, Brückenbauwerk zum Le Mont-Saint-Michel
- 2015 Mies-van-der-Rohe Award, Nominiert mit La Jetée, Brückenbauwerk zum Le Mont-Saint-Michel
- 2015 Equerre d'Argent, Französischer Architekturpreis, Auszeichnung für La Jetée, Brückenbauwerk zum Le Mont-Saint-Michel
- 2015 Französischer Holzbaupreis, La Jetée, Brückenbauwerk zum Le Mont-Saint-Michel
- 2014 Berufung an die Akademie der Künste Berlin
- 2012 Equerre d‘Argent, Französischer Architekturpreis, Anerkennung, Schulgruppe Lucie Aubrac, Nanterre, Frankreich
- 2011 Mies-van-der-Rohe Award 2011, Nominiert mit 2 Projekten des Büros : Verkaufs- und Finanzzentrale voestalpine und Landeskrankenhaus Klagenfurt
- 2011 Österreichischer Bauherrenpreis, Landeskrankenhaus Klagenfurt
- 2011 Ernst Plischke Preis, Auszeichnung, Bilger-Breustedt Schulzentrum, Taufkirchen
- 2011 EU Green Building Certification, Landeskrankenhaus Klagenfurt
- 2011 Footbridge Award, Kategorie Technik, Passerelle Valmy
- 2010 DETAIL Preis, Nominiert, Coperate Identity, Verkaufs- und Finanzzentrale voestalpine, Linz
- 2010 Plus Beaux Ouvrages de construction Métallique, Fußgängerbrücken Braque, Miro und Chagall in Strassburg
- 2010 Best Office Award, Kategorie International, Verkaufs- und Finanzzentrale voestalpine, Linz
- 2009 DETAIL Preis, Innovation Stahl, Passerelle Simone-de-Beauvoir
- 2009 Österreichischer Bauherrenpreis, Bilger-Breustedt Schulzentrum, Taufkirchen
- 2009 Oberösterreichischer Holzbaupreis, Mischkonstruktion, Bilger-Breustedt Schulzentrum, Taufkirchen
- 2008 Deutscher Brückenbaupreis und Ingenieurbaupreis, Dreiländerbrücke Weil am Rhein
- 2008 Footbridge Award, Kategorie Technik, Dreiländerbrücke
- 2008 Footbridge Award, Kategorie Ästhetik, Passerelle Simone de Beauvoir
- 2008 Hayden Medal 2008, USA, Dreiländerbrücke
- 2008 ECCS Award for Steelbridges und Preis des Deutschen Stahlbauq, Dreiländerbrücke
- 2007 Mies van der Rohe Preis, Nominiert mit 3 Projekten des Büros. Der Preis für zeitgenössische Architektur wird alle zwei Jahre von der EU und der Mies van der Rohe Stiftung für herausragende Leistungen der Architektur vergeben. Jedes europäische Land nominiert 5 Projekte. DFA wurde mit den Projekten Passerelle Simone de Beauvoir, Kunsthaus Weiz und Donauuniversität Krems von Frankreich, Österreich und Slowenien nominiert.
- 2007 Österreichischer Bauherrenpreis, Donauuniversität Krems
- 2007 Europäischer Stahlbaupreis, Passerelle Simone de Beauvoir
- 2007 Architekturpreis des Landes Steiermark, Kunsthaus Weiz
- 2007 Preis des Landes Steiermark und Geramb-Rose Preis, Kunsthaus Weiz
- 2007 Renault Future Traffic Award, Dreiländerbrücke
- 2006 Equerre d‘Argent, Französischer Architekturpreis, Passerelle Simone de Beauvoir
- 2006 Kultur- und Wissenschaftspreis Land Niederösterreich, DonauuniversitätKrems
- 2006 Österreichischer BauPreis, Preisträger, DonauuniversitätKrems
- 2006 Contractworld.award, Shortlisted Sparte Schulbau (10 Projekte europaweit)
- 2006 Bauwerk des Jahres, Shanghaibrücke, Architekten und Ingenieurverein Hamburg
- 2005 Equerre d’Argent, Nominierung, Gebäude A1, Gennevilliers, Frankreich
- 1998 Kunstpreis Berlin, Förderpreis für Baukunst der Akademie der Künste

## Wichtigste Arbeiten

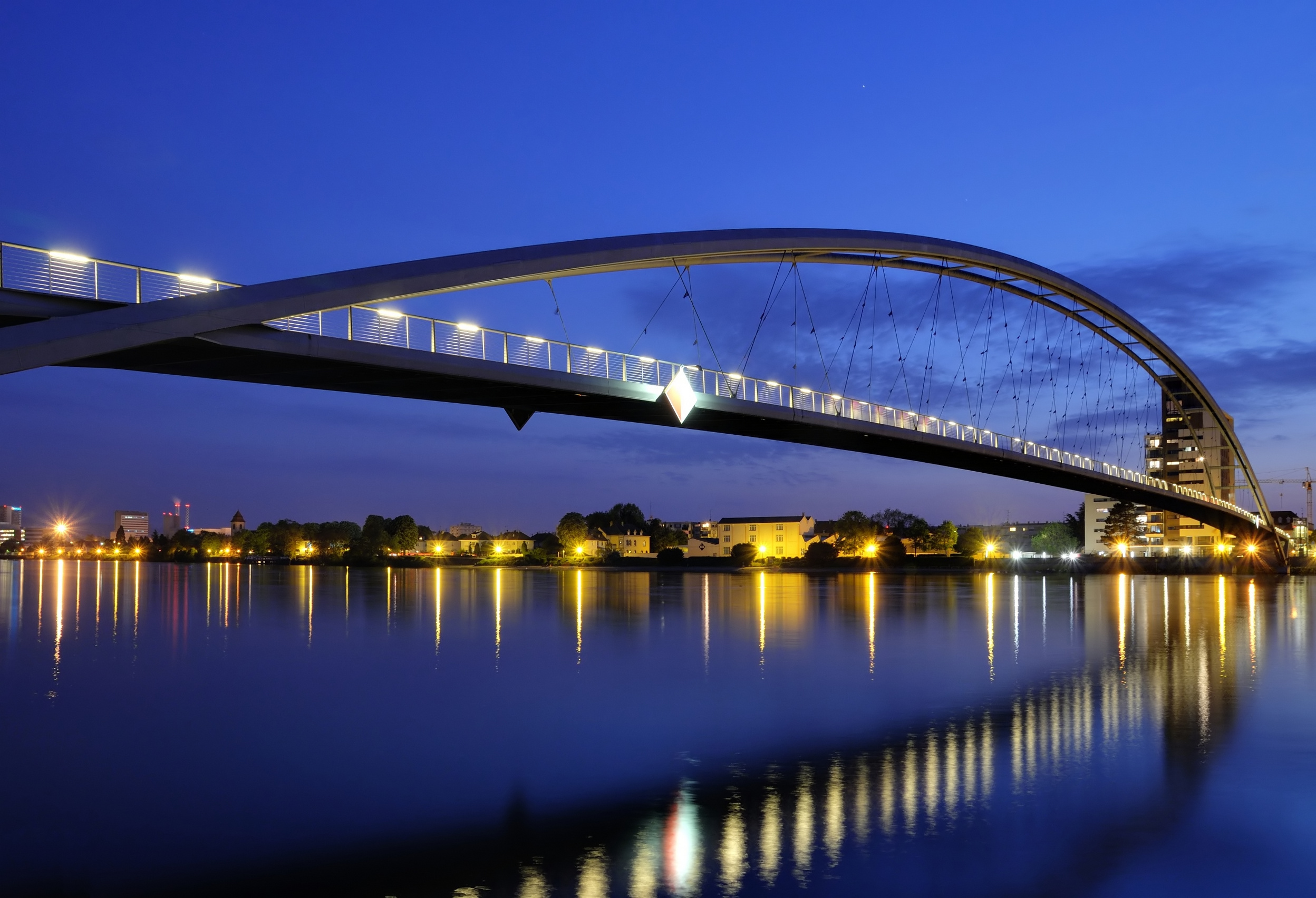
Dreiländerbrücke in Weil am Rhein

Feichtingers weitere wichtige Arbeiten sind unter anderem:
- Bâtiment A1 Bürogebäude im Containerhafen Gennevilliers bei Paris, 2005
- Donau-Universität Krems, Krems, 2005
- Kunsthaus, Weiz, 2005
- Shanghaibrücke, Brooktorhafen, Hamburg, 2006
- Dreiländerbrücke über den Rhein, zwischen Weil am Rhein und dem franz. Huningue, weltweit längste freitragende Bogenkonstruktion einer Fußgängerbrücke, 2006
- Passerelle Valmy, Fußgängerbrücke in La Défense, Paris, Fertigstellung 2007, Eröffnung 2008
- Museumsbrücke (heute León-Brücke) im Magdeburger Hafen zum Kaispeicher B in der Hamburger Hafencity, Fertigstellung 2007
- Bilger-Breustedt Schulzentrum, Taufkirchen an der Pram (Fertigstellung 2009)
- Finanz- und Verkaufszentrale der voestalpine GmbH, Linz (Fertigstellung 2009)
- Klinikum Klagenfurt, Klagenfurt (Fertigstellung 2010)
- Schulzentrum Lucie Aubrac, Nanterre (Fertigstellung 2012)
- Passerelle Oude Dokken, Gent, Belgien (Fertigstellung 2012)
- Wohnbau und Kindergarten Lehen, Salzburg (Fertigstellung 2012)
- Wohnbau Eurogate 0 Energie, Wien (Fertigstellung 2012)
- Zentrum Montreuil, Multiplex, Geschäfte und Hort, Montreuil-sous-Bois, Frankreich (Fertigstellung 2012)
- Sportzentrum Hector Berlioz, Vincennes, Frankreich (Fertigstellung 2013)
- Schulzentrum, Kindergarten und Hort, Coulaines, Frankreich (Fertigstellung 2013)
- Universität für Geisteswissenschaften, Aix-en-Provence, Frankreich (Fertigstellung 2013)
- Sportzentrum Jules Ladoumègue, Paris, Frankreich (Fertigstellung 2014)
- Passerelle de la Paix, Lyon, Frankreich (Fertigstellung 2014)
- Öffentliches Schwimmbad, Saint-Gervais-les-Bains, Frankreich (Fertigstellung 2014)
- Umbau und Erweiterung des Schwimmbads Kibitzenau, Strassburg, Frankreich (Fertigstellung 2014)
- Headquarters Lille Métropole Habitat, Tourcoing, Frankreich (Fertigstellung 2015)
- Headquarters Veolia Environnement in Paris, Porte d'Aubervilliers (Fertigstellung 2016)
- Sicherheitsmaßnahmen des Eiffelturms, Paris, Frankreich (Fertigstellung 2018)
- Erweiterung des Bahnhofs von Ostende, Belgien (Fertigstellung 2019)
- Schulzentrum Gloggnitz, Österreich (Fertigstellung 2019)
- Aldilonda, Bastia, Korsika (Fertigstellung 2020)